# Дракон-лежебока
«Дракон-лежебока» (англ. The Reluctant Dragon, «Несговорчивый дракон») — литературная сказка английского писателя Кеннета Грэма, опубликованная в 1898 году в качестве вставного рассказа в одной из глав его книги «Дни мечтаний» (англ. Dream Days). Позже она выходила и отдельным изданием, в том числе с иллюстрациями Эрнеста Шепарда в 1938 году. Сказка в юмористической форме рассказывает о мальчике, подружившемся с драконом, и о бое с драконом Святого Георгия, прибывшего по приглашению местных жителей. Она может рассматриваться как прототип последующих изображений драконов в искусстве как дружественных, а не враждебных существ.

## Сюжет
Много лет назад на просторах Даунса жил пастух, сын которого очень любил читать. Однажды пастух вернулся домой очень напуганным и сообщил жене и сыну, что в пещере в горах он увидел дракона — большого, как четыре ломовые лошади, запряжённые цугом, и покрытого тёмно-голубой чешуёй на спине и светло-зелёной на животе. Мальчик ответил на это, что он сам поговорит с драконом, потому что много читал про них. Оказалось, что дракон раньше жил вместе с остальными драконами, но потом провалился под землю, а когда выбрался, то оказался в Даунсе. Здесь ему понравилось, и он решил остаться здесь жить. При этом дракон оказался крайне мирным и мечтательным существом: больше всего он любил лежать и любоваться окрестностями, размышлять и сочинять стихи. Мальчик познакомил дракона со своими родителями, однако предупредил, что если жители деревни узнают про него, то захотят убить как «вредоносное чудище» и «божью кару».
Так и произошло: когда жители узнали, что рядом с ними поселился дракон, они позвали Святого Георгия, чтобы тот убил его. Святому они рассказали небылицы о том, как дракон вредил им, хотя на самом деле ничего плохого он никому не сделал. Мальчик тоже поговорил с Святым Георгием и рассказал ему, как обстоит дело в действительности. Однако ни жители деревни, ни Святой Георгий не могли допустить, чтобы поединка с драконом не состоялось. Тогда Святой Георгий и мальчик вечером перед поединком пришли к дракону и договорились о том, как они будут действовать. На следующее утро при большом стечении народа состоялся бой из трёх раундов, в последнем из которых Святой Георгий поразил дракона копьём. На самом же деле дракон даже не был ранен. После поединка все отправились в деревню на пир, в котором принял участие и дракон. Дракон остался жить близ деревни, а Святой Георгий предупредил жителей, что нехорошо говорить неправду. После пира Святой Георгий с драконом проводили мальчика домой, где его давно ждала мама.

## Критика

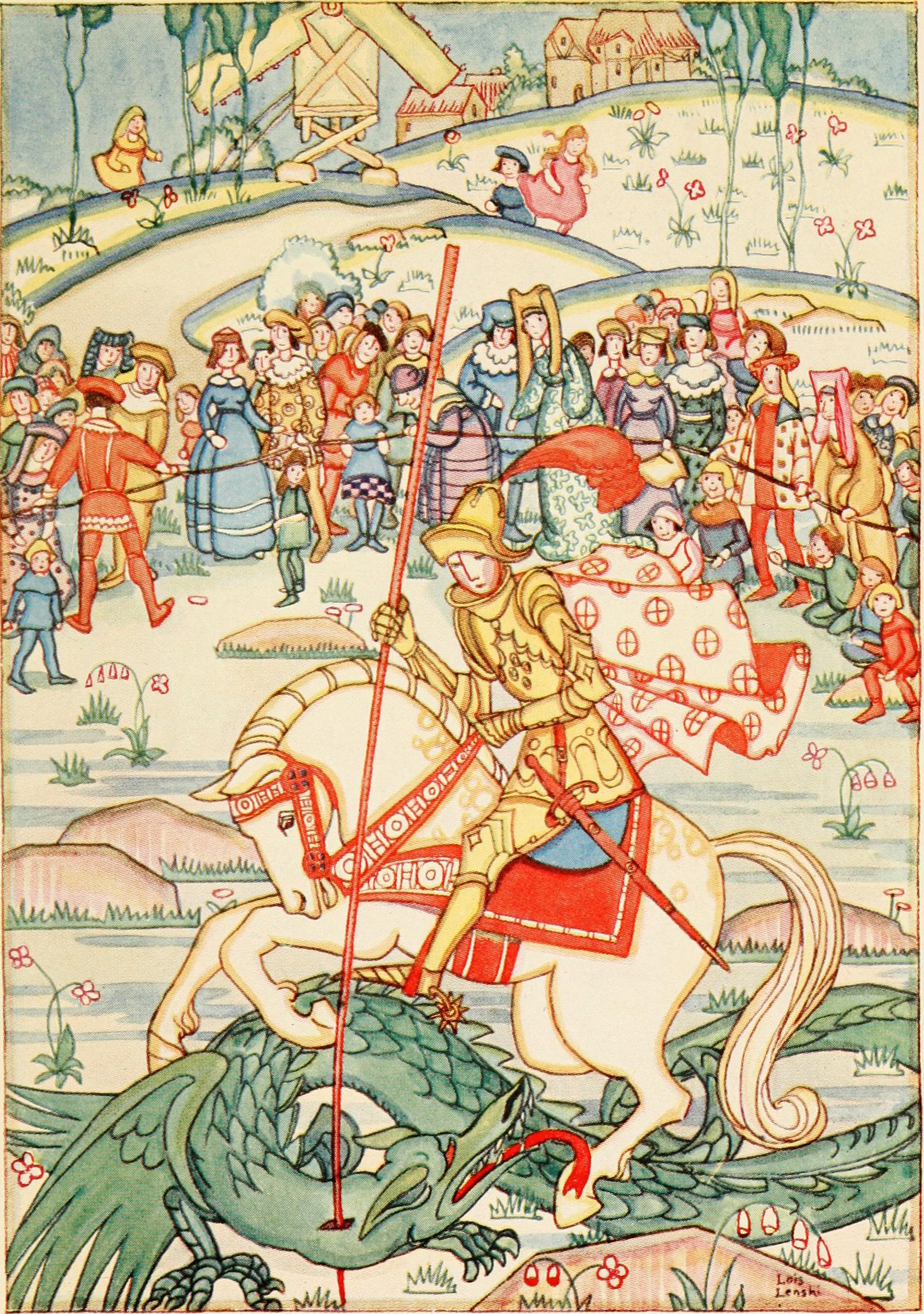
Иллюстрация Лоис Ленски к сборнику «Дни мечтаний» (1922)

Н. Е. Ерофеева и И. Н. Пасечная отмечают, что в сказке «ложность представлений взрослого мира о Добре и Зле раскрывается через образы Георгия-Победоносца и мальчика Гарольда». Если в канонической легенде «убив дракона, Святой Георгий спасает мир от Зла», то в сказке Грэма «меняется представление о герое»: «Образ Георгия лишается этого ореола, потому что персонаж утратил способность видеть чудо, в чудовище — доброе существо». Напротив, героем становится маленький мальчик, который сохраняет давно забытую взрослыми связь человека «с мудрым и животным началом». Авторы заключают, что «эта небольшая сказка заявила о приходе в литературу для детей большого писателя».

## Переводы
На русском языке сказка была опубликована в сборнике 1986 года в переводе Г. А. Островской.

## Адаптации
Существует несколько экранизаций и постановок по мотивам сказки. Первая анимационная адаптация стала частью американского комедийного фильма «Несговорчивый дракон» 1941 года, снятого Walt Disney Studios и включавшего наряду с четырьмя мультфильмами также игровые эпизоды. В 1987 году был снят получасовой британский кукольный мультфильм по сказке.
В 1970—1971 гг. по мотивам сказок «Ветер в ивах» и «Дракон-лежебока» был создан мультипликационный сериал «The Reluctant Dragon & Mr. Toad Show».